# Distretto di Chang Klang
Il distretto di Chang Klang (in thailandese: ช้างกลาง) è un distretto (amphoe) della Thailandia, situato nella provincia di Nakhon Si Thammarat.